# Élections municipales de 2020 à Lyon
Pour un article plus général, voir Élections municipales françaises de 2020.
Ne doit pas être confondu avec Élections métropolitaines de 2020 dans la métropole de Lyon.
Le premier tour des élections municipales françaises de 2020 à Lyon a lieu le 15 mars 2020. Le second tour, initialement prévu le 22 mars 2020, est reporté au 28 juin 2020 en raison de la pandémie de maladie à coronavirus. Il s'agit du renouvellement du conseil municipal de Lyon et des conseils d'arrondissements. Pour la première fois, la métropole de Lyon fait l'objet d'une élection distincte : l'élection métropolitaine.

## Contexte
La ville de Lyon est dirigée depuis 2001 par Gérard Collomb, d'abord membre du Parti socialiste, puis de La République en marche depuis 2017, en apportant son soutien au candidat Emmanuel Macron à l'élection présidentielle de la même année. Il fut remplacé par Georges Képénékian, à la suite de sa nomination au ministère de l'Intérieur au sein des gouvernements Philippe I et II. Il redevient maire de Lyon le 5 novembre 2018, après avoir démissionné du ministère de l'intérieur, en vue des élections municipales.

## Candidats

### Premier tour

#### EELV et LR relativement tôt dans la campagne
Le 13 septembre 2019, par un vote des militants, le parti Europe Écologie Les Verts choisit Grégory Doucet pour représenter le parti. Il était en concurrence avec le vice-président métropolitain Bruno Charles, qui plaidait pour un ralliement des écolos avec la liste du maire sortant (ex-PS à présent LREM) dès le premier tour.
Du côté de la droite classique, Les Républicains ont également leur candidat depuis septembre 2019, en la personne d'Étienne Blanc. Toutefois, les commentateurs notent qu'il évite soigneusement d'apposer le logo du parti sur ses affiches, au vu du faible score LR lors des récentes élections européenne (10% à Lyon). Il affiche l'ambition de miser sur un programme intégrant la dimension écologique « Je regrette qu’on ait trop longtemps abandonné ces sujets, il y a un conservatisme naturel de la droite et du centre, il est du passé, il faut faire respirer la baraque. ».

#### Une succession douloureuse avec deux maires sortants
L'ex-ministre et maire sortant (LREM) Gérard Collomb, après avoir initialement annoncé sa candidature, est à sa demande investi en octobre 2019 par ce parti pour les élections métropolitaines où il affrontera notamment la liste LREM dissidente de David Kimelfeld soutenue par l'ancien maire Georges Képénékian, candidat pour retrouver son poste. Cela signifie que Collomb ne sera pas candidat à la mairie de Lyon, en raison de la loi sur le cumul des mandats, interdisant de cumuler la fonction de maire et la présidence de la métropole de Lyon.
Deux jours après cette annonce, Anne Brugnera retire sa candidature à l'investiture LREM pour Lyon, jugeant notamment que les atermoiements de la commission d'investiture montrent que « le mouvement LREM ne comprend pas les enjeux [du] territoire et de son avenir » et « ne considère pas la candidature de la militante engagée, députée loyale et élue expérimentée que je suis »,. C'est finalement l'ex-athlète Yann Cucherat qui devient le poulain de Collomb et est investi par la liste présidentielle en mars 2020.
| Liste | Liste                     | Partis              | Candidat à la mairie    |
| ----- | ------------------------- | ------------------- | ----------------------- |
|       | Lyon en Commun            | LFI-GRAM-E!-GRS-MRC | Nathalie Perrin-Gilbert |
|       | Vivons vraiment Lyon      | PS-PP-ND-PCF-G.s    | Sandrine Runel          |
|       | Maintenant Lyon pour tous | EELV                | Grégory Doucet          |
|       | Un temps d'avance         | LREM-MoDem          | Yann Cucherat           |
|       | Respirations              | LREM diss.          | Georges Képénékian      |
|       | Positivons Lyon           | LC                  | Denis Broliquier        |
|       | Bleu blanc Lyon           | LR-UDI              | Étienne Blanc           |
|       | Pour l'amour de Lyon      | RN-PCD              | Agnès Marion            |

### Second tour
Pour le second tour, reprogrammé au 28 juin 2020, Gérard Collomb noue un accord avec les Républicains pour les élections municipales et métropolitaines : pour la ville de Lyon, Étienne Blanc (LR) retire sa candidature au profit de celle de Yann Cucherat (LREM) et leurs listes fusionnent, ce qui provoque de nombreuses réactions politiques poussant même LREM à annoncer le retrait de l'investiture à Cucherat.
De leur côté, les listes écologistes de Grégory Doucet et de gauche (Lyon en commun avec le GRAM et LFI, ainsi que celles du PS et du PCF) confirment également qu'elles fusionneront leurs listes en vue du second tour,. Les têtes des listes fusionnées sont toutes écologistes, étant donné que ces derniers ont fait de meilleurs résultats que les listes de gauche dans chaque arrondissement.
Enfin, les listes LREM dissidentes menées par Georges Képénékian ont exclu toute alliance avec les listes de Yann Cucherat, avançant que l'entourage du maire ne fait cette alliance que « pour sauver sa peau coûte que coûte, [en coopérant] avec ses ennemis politiques de toujours ». Les écologistes ont également fermé la porte au premier adjoint de Lyon pour un accord.[réf. nécessaire]
| Liste | Liste                           | Partis                                               | Candidat à la mairie |
| ----- | ------------------------------- | ---------------------------------------------------- | -------------------- |
|       | Ensemble, l'écologie pour Lyon  | EÉLV - LFI - GRS - E! - MRC PS - PCF - G·s - PP - ND | Grégory Doucet       |
|       | Respirations                    | LREM diss.                                           | Georges Képénékian   |
|       | Lyon, la force du rassemblement | LREM diss. - LR - UDI - MoDem                        | Yann Cucherat        |

## Sondages

### Premier tour

#### 2020
| Source     | Date de réalisation          | Panel | LO     | PCF-LFI-E!-GRAM | PS    | EÉLV   | LREM-MoDem | LREM diss. | LC-100% Citoyens | LC-100% Citoyens | LR-UDI | RN     | Autres |
| Source     | Date de réalisation          | Panel | Minoux | Perrin-Gilbert  | Runel | Doucet | Cucherat   | Képénékian | Lafond           | Broliquier       | Blanc  | Marion |        |
| ---------- | ---------------------------- | ----- | ------ | --------------- | ----- | ------ | ---------- | ---------- | ---------------- | ---------------- | ------ | ------ | ------ |
| Source     | Date de réalisation          | Panel |        |                 |       |        |            |            |                  |                  |        |        |        |
| OpinionWay | 9 au 11 mars 2020            | 610   | 1      | 12              | 7     | 20     | 14         | 10         | 4                | 4                | 23     | 10     | 1      |
| Ifop       | 17 au 22 février 2020        | 803   | —      | 11              | 4     | 21     | 15         | 5          | 4                | 4                | 20     | 8      | 1      |
| OpinionWay | 10 au 15 février 2020        | 639   | —      | 9               | 8     | 22     | 15         | 11         | 6                | 6                | 21     | 8      | —      |
| BVA        | 27 janvier au 3 février 2020 | 800   | —      | 9               | 7     | 22     | 15         | 8          | 1                | 3                | 21     | 9      | 4      |
| OpinionWay | 10 au 15 janvier 2020        | 617   | —      | 7               | 11    | 21     | 15         | 10         | 2                | 4                | 20     | 10     | —      |
| Ifop       | 6 au 11 janvier 2020         | 705   | —      | 13              | 6     | 22     | 22         | 9          | 1                | 3                | 14     | 8      | 2      |

#### 2019
| Source     | Date de réalisation    | Panel | GRAM           | PS    | EÉLV   | LREM | LREM     | LREM     | LREM    | LREM diss. | MoDem    | 100 % Citoyens | LR-UDI | RN     | Autres |
| Source     | Date de réalisation    | Panel | Perrin-Gilbert | Runel | Doucet |      | Cucherat | Brugnera | Collomb | Képénékian | Bouzerda | Lafond         | Blanc  | Marion |        |
| ---------- | ---------------------- | ----- | -------------- | ----- | ------ | ---- | -------- | -------- | ------- | ---------- | -------- | -------------- | ------ | ------ | ------ |
| Source     | Date de réalisation    | Panel |                |       |        |      |          |          |         |            |          |                |        |        |        |
| OpinionWay | 11 au 14 décembre 2019 | 404   | 8              | 11    | 21     | —    | —        | —        | —       | 10         | 15       | 1              | 19     | 10     | —      |
| OpinionWay | 12 au 18 novembre 2019 | 405   | 7              | 9     | 20     | —    | 19       | —        | —       | 13         | 2        | 2              | 18     | 10     | —      |
| Ifop       | 12 au 18 novembre 2019 | 751   | 15             | 7     | 20     | 17   | —        | —        | —       | 11         | —        | 2              | 16     | 10     | 2      |
| Ifop       | 12 au 18 novembre 2019 | 751   | 15             | 4     | 18     | —    | —        | —        | 27      | 11         | —        | 1              | 14     | 9      | 1      |
| OpinionWay | 15 au 19 octobre 2019  | 450   | 8              | 11    | 22     | —    | —        | 22       | —       | 5          | 2        | 2              | 18     | 10     | —      |

#### 2018
| Source | Date de réalisation            | Panel | FI | PS | EÉLV | LREM       | LREM    | LREM      | LR-UDI | RN     |
| Source | Date de réalisation            | Panel |    |    | Tête | Képénékian | Collomb | Kimelfeld | Blanc  | Boudot |
| ------ | ------------------------------ | ----- | -- | -- | ---- | ---------- | ------- | --------- | ------ | ------ |
| Source | Date de réalisation            | Panel |    |    |      |            |         |           |        |        |
| Ifop   | 28 septembre au 3 octobre 2018 | 802   | 14 | 10 | 16   | 28         | —       | —         | 18     | 11     |
| Ifop   | 28 septembre au 3 octobre 2018 | 802   | 14 | 11 | 17   | —          | 31      | —         | 19     | 11     |
| Ifop   | 28 septembre au 3 octobre 2018 | 802   | 15 | 11 | 17   | —          | —       | 27        | 19     | 11     |

N.B. :
- en gras sur fond coloré : le candidat arrivé en tête du sondage ;
- en gras sur fond blanc le candidat arrivé en deuxième position du sondage.

### Second tour

#### 2020
| Source | Date de réalisation          | Panel | EÉLV   | LREM-MoDem | LR-UDI |
| Source | Date de réalisation          | Panel | Doucet | Cucherat   | Blanc  |
| ------ | ---------------------------- | ----- | ------ | ---------- | ------ |
| Source | Date de réalisation          | Panel |        |            |        |
| BVA    | 27 janvier au 3 février 2020 | 800   | 36     | 32         | 32     |

## Résultats

### Résultats généraux
|                                                                                  |                                                      |                          |              |                                 |                                                        |             |             |        |        |
| Premier tour                                                                     | Premier tour                                         | Premier tour             | Premier tour | Second tour                     | Second tour                                            | Second tour | Second tour | Sièges | Sièges |
| Liste                                                                            | Liste                                                | Voix                     | %            | Liste                           | Liste                                                  | Voix        | %           | CA     | CM     |
|                                                                                  | Europe Écologie Les Verts                            | 30 102                   | 28,46        |                                 | EÉLV - LFI - GRS - E! - MRC - PS - PCF - G·s - PP - ND | 53 070      | 52,40       | 151    | 51     |
| Maintenant Lyon pour tous Les écologistes avec Grégory Doucet                    |                                                      | 30 102                   | 28,46        |                                 | EÉLV - LFI - GRS - E! - MRC - PS - PCF - G·s - PP - ND | 53 070      | 52,40       | 151    | 51     |
|                                                                                  | LFI - GRS - E! - MRC                                 | 10 639                   | 10,06        |                                 | EÉLV - LFI - GRS - E! - MRC - PS - PCF - G·s - PP - ND | 53 070      | 52,40       | 151    | 51     |
| Lyon en commun                                                                   | Ensemble, l'écologie pour Lyon                       | 10 639                   | 10,06        |                                 |                                                        | 53 070      | 52,40       | 151    | 51     |
|                                                                                  | Ensemble, l'écologie pour Lyon                       | PS - PCF - G·s - PP - ND | 7 412        | 7,01                            |                                                        | 53 070      | 52,40       | 151    | 51     |
| Vivons vraiment Lyon – La gauche unie                                            | Ensemble, l'écologie pour Lyon                       |                          | 7 412        | 7,01                            |                                                        | 53 070      | 52,40       | 151    | 51     |
|                                                                                  | Les Républicains                                     | 17 996                   | 17,01        |                                 | LREM diss. - UDI - LR - MoDem                          | 30 965      | 30,58       | 56     | 18     |
| Bleu blanc Lyon Étienne Blanc, union de la droite, des Républicains et du centre |                                                      | 17 996                   | 17,01        |                                 | LREM diss. - UDI - LR - MoDem                          | 30 965      | 30,58       | 56     | 18     |
|                                                                                  | La République en marche - Mouvement démocrate        | 15 786                   | 14,92        | Lyon, la force du rassemblement |                                                        | 30 965      | 30,58       | 56     | 18     |
| Un temps d'avance avec Yann Cucherat                                             |                                                      | 15 786                   | 14,92        | Lyon, la force du rassemblement |                                                        | 30 965      | 30,58       | 56     | 18     |
|                                                                                  | La République en marche diss.                        | 12 672                   | 11,98        |                                 | LREM diss.                                             | 17 240      | 17,02       | 14     | 4      |
| Respirations avec Georges Képénékian                                             | Respirations avec Georges Képénékian                 | 12 672                   | 11,98        |                                 |                                                        | 17 240      | 17,02       | 14     | 4      |
|                                                                                  | Rassemblement national - Parti chrétien-démocrate    | 5 735                    | 5,42         |                                 |                                                        |             |             |        |        |
| Pour l'amour de Lyon                                                             |                                                      | 5 735                    | 5,42         |                                 |                                                        |             |             |        |        |
|                                                                                  | Les Centristes - 100 % citoyens - Lyon divers droite | 4 392                    | 4,15         |                                 |                                                        |             |             |        |        |
| Positivons Lyon avec Les Centristes, 100 % citoyens et Lyon divers droite        |                                                      | 4 392                    | 4,15         |                                 |                                                        |             |             |        |        |
|                                                                                  | Lutte ouvrière                                       | 762                      | 0,72         |                                 |                                                        |             |             |        |        |
| Lutte ouvrière Faire entendre le camp des travailleurs                           |                                                      | 762                      | 0,72         |                                 |                                                        |             |             |        |        |
|                                                                                  | Divers gauche                                        | 140                      | 0,13         |                                 |                                                        |             |             |        |        |
|                                                                                  | Union populaire républicaine                         | 137                      | 0,13         |                                 |                                                        |             |             |        |        |
| Vos idées en lumière                                                             |                                                      | 137                      | 0,13         |                                 |                                                        |             |             |        |        |
|                                                                                  |                                                      |                          |              |                                 |                                                        |             |             |        |        |
| Votes valides                                                                    | Votes valides                                        | 105 773                  | 97,53        |                                 |                                                        | 101 275     | 96,21       |        |        |
| Votes blancs                                                                     | Votes blancs                                         | 644                      | 0,59         | 2 246                           | 2,13                                                   |             |             |        |        |
| Votes nuls                                                                       | Votes nuls                                           | 2 034                    | 1,88         | 1 739                           | 1,65                                                   |             |             |        |        |
| Total                                                                            | Total                                                | 108 451                  | 100          | 105 260                         | 100                                                    | 221         | 73          |        |        |
| Abstention                                                                       | Abstention                                           | 169 966                  | 61,05        | 173 531                         | 62,24                                                  |             |             |        |        |
| Inscrits / participation                                                         | Inscrits / participation                             | 278 417                  | 38,95        | 278 791                         | 37,76                                                  |             |             |        |        |

Liste en tête par arrondissement au premier tour.
Liste en tête et sièges attribués au conseil municipal dans chaque arrondissement au second tour.

### 1erarrondissement de Lyon
Maire sortante : Nathalie Perrin-Gilbert (LFI)
14 sièges à pourvoir (dont 4 à la Ville de Lyon)
|                                                                                  |                          |                                |                                |                  |                          |                          |                                           |             |             |        |        |
| Tête de liste                                                                    | Tête de liste            | Liste                          | Premier tour                   | Premier tour     | Tête de liste            | Tête de liste            | Liste                                     | Second tour | Second tour | Sièges | Sièges |
| Tête de liste                                                                    | Tête de liste            | Liste                          | Voix                           | %                | Tête de liste            | Tête de liste            | Liste                                     | Voix        | %           | CA     | CM     |
|                                                                                  | Sylvain Godinot          | EÉLV                           | 2 489                          | 31,86            |                          | Sylvain Godinot          | EÉLV GRAM-LFI-GRS-E!-MRC PS-PCF-G.s-PP-ND | 5 622       | 100         | 14     | 4      |
| Maintenant Lyon pour tous Les écologistes avec Grégory Doucet                    |                          |                                | 2 489                          | 31,86            |                          | Sylvain Godinot          | EÉLV GRAM-LFI-GRS-E!-MRC PS-PCF-G.s-PP-ND | 5 622       | 100         | 14     | 4      |
|                                                                                  | Nathalie Perrin-Gilbert  | GRAM-LFI-GRS-E!-MRC            | 2 114                          | 27,06            |                          | Sylvain Godinot          | EÉLV GRAM-LFI-GRS-E!-MRC PS-PCF-G.s-PP-ND | 5 622       | 100         | 14     | 4      |
| Lyon en commun                                                                   | Lyon en commun           | Ensemble, l'écologie pour Lyon | Ensemble, l'écologie pour Lyon | 27,06            |                          |                          |                                           | 5 622       | 100         | 14     | 4      |
|                                                                                  | André Gachet             | Ensemble, l'écologie pour Lyon | Ensemble, l'écologie pour Lyon | PS-PCF-G.s-PP-ND | 621                      | 7,95                     |                                           | 5 622       | 100         | 14     | 4      |
| Vivons vraiment Lyon – La gauche unie                                            |                          | Ensemble, l'écologie pour Lyon | Ensemble, l'écologie pour Lyon |                  | 621                      | 7,95                     |                                           | 5 622       | 100         | 14     | 4      |
|                                                                                  | Myriam Fogel-Jedidi      | LR                             | 760                            | 9,73             |                          |                          |                                           |             |             |        |        |
| Bleu blanc Lyon Étienne Blanc, union de la droite, des Républicains et du centre |                          |                                | 760                            | 9,73             |                          |                          |                                           |             |             |        |        |
|                                                                                  | Marc Lavoye              | LREM-MoDem                     | 673                            | 8,61             |                          |                          |                                           |             |             |        |        |
| Un temps d'avance avec Yann Cucherat                                             |                          |                                | 673                            | 8,61             |                          |                          |                                           |             |             |        |        |
|                                                                                  | Catherine Heranney       | LREM diss.                     | 668                            | 8,55             |                          |                          |                                           |             |             |        |        |
| Respirations avec Georges Képénékian                                             |                          |                                | 668                            | 8,55             |                          |                          |                                           |             |             |        |        |
|                                                                                  | Jean Perrot              | RN-PCD                         | 208                            | 2,66             |                          |                          |                                           |             |             |        |        |
| Pour l'amour de Lyon                                                             |                          |                                | 208                            | 2,66             |                          |                          |                                           |             |             |        |        |
|                                                                                  | Elisa Chevalier          | LC                             | 145                            | 1,85             |                          |                          |                                           |             |             |        |        |
| Positivons Lyon avec Les Centristes 100 % citoyens                               |                          |                                | 145                            | 1,85             |                          |                          |                                           |             |             |        |        |
|                                                                                  | Bruno Dalmais            | DVG                            | 75                             | 0,96             |                          |                          |                                           |             |             |        |        |
| Droit de cité                                                                    |                          |                                | 75                             | 0,96             |                          |                          |                                           |             |             |        |        |
|                                                                                  | Chantal Helly            | LO                             | 57                             | 0,72             |                          |                          |                                           |             |             |        |        |
| Lutte ouvrière – Faire entendre le camp des travailleurs                         |                          |                                | 57                             | 0,72             |                          |                          |                                           |             |             |        |        |
|                                                                                  |                          |                                |                                |                  |                          |                          |                                           |             |             |        |        |
| Votes valides                                                                    | Votes valides            | Votes valides                  | 7 810                          | 98,20            | Votes valides            | Votes valides            | Votes valides                             | 5 622       | 80,15       |        |        |
| Votes blancs                                                                     | Votes blancs             | Votes blancs                   | 31                             | 0,39             | Votes blancs             | Votes blancs             | Votes blancs                              | 1 061       | 15,13       |        |        |
| Votes nuls                                                                       | Votes nuls               | Votes nuls                     | 112                            | 1,41             | Votes nuls               | Votes nuls               | Votes nuls                                | 331         | 4,72        |        |        |
| Total                                                                            | Total                    | Total                          | 7 953                          | 100              | Total                    | Total                    | Total                                     | 7 014       | 100         | 14     | 4      |
| Abstention                                                                       | Abstention               | Abstention                     | 9 313                          | 53,94            | Abstention               | Abstention               | Abstention                                | 10 247      | 59,37       |        |        |
| Inscrits / participation                                                         | Inscrits / participation | Inscrits / participation       | 17 266                         | 46,06            | Inscrits / participation | Inscrits / participation | Inscrits / participation                  | 17 261      | 40,63       |        |        |

### 2earrondissement de Lyon
Maire sortant : Denis Broliquier (LC)
15 sièges à pourvoir (dont 5 à la Ville de Lyon)
|                                                                                  |                                                                           |                                 |                                 |              |                                |                                |                                     |             |             |        |        |
| Tête de liste                                                                    | Tête de liste                                                             | Liste                           | Premier tour                    | Premier tour | Tête de liste                  | Tête de liste                  | Liste                               | Second tour | Second tour | Sièges | Sièges |
| Tête de liste                                                                    | Tête de liste                                                             | Liste                           | Voix                            | %            | Tête de liste                  | Tête de liste                  | Liste                               | Voix        | %           | CA     | CM     |
|                                                                                  | Pierre Oliver                                                             | LR                              | 1 739                           | 22,67        |                                | Pierre Oliver                  | LR LC-100 % citoyens-LDD LREM-MoDem | 4 125       | 55,09       | 12     | 4      |
| Bleu blanc Lyon Étienne Blanc, union de la droite, des Républicains et du centre |                                                                           |                                 | 1 739                           | 22,67        |                                | Pierre Oliver                  | LR LC-100 % citoyens-LDD LREM-MoDem | 4 125       | 55,09       | 12     | 4      |
|                                                                                  | Denis Broliquier                                                          | LC-100 % citoyens-LDD           | 1 435                           | 18,71        |                                | Pierre Oliver                  | LR LC-100 % citoyens-LDD LREM-MoDem | 4 125       | 55,09       | 12     | 4      |
| Positivons Lyon avec Les Centristes, 100 % citoyens et Lyon divers droite        | Positivons Lyon avec Les Centristes, 100 % citoyens et Lyon divers droite | Lyon, la force du rassemblement | Lyon, la force du rassemblement | 18,71        |                                |                                |                                     | 4 125       | 55,09       | 12     | 4      |
|                                                                                  | Anne-Sophie Condemine                                                     | Lyon, la force du rassemblement | Lyon, la force du rassemblement | LREM-MoDem   | 876                            | 11,42                          |                                     | 4 125       | 55,09       | 12     | 4      |
| Un temps d'avance avec Yann Cucherat                                             |                                                                           | Lyon, la force du rassemblement | Lyon, la force du rassemblement |              | 876                            | 11,42                          |                                     | 4 125       | 55,09       | 12     | 4      |
|                                                                                  | Valentin Lungenstrass                                                     | EÉLV                            | 1 804                           | 23,52        |                                | Valentin Lungenstrass          | EÉLV LFI-GRS-E!-MRC                 | 3 362       | 44,90       | 3      | 1      |
| Maintenant Lyon pour tous Les écologistes avec Grégory Doucet                    |                                                                           |                                 | 1 804                           | 23,52        |                                | Valentin Lungenstrass          | EÉLV LFI-GRS-E!-MRC                 | 3 362       | 44,90       | 3      | 1      |
|                                                                                  | Nathalie Carlino                                                          | LFI-GRS-E!-MRC                  | 461                             | 6,01         | Ensemble, l'écologie pour Lyon | Ensemble, l'écologie pour Lyon |                                     | 3 362       | 44,90       | 3      | 1      |
| Lyon en commun                                                                   |                                                                           |                                 | 461                             | 6,01         | Ensemble, l'écologie pour Lyon | Ensemble, l'écologie pour Lyon |                                     | 3 362       | 44,90       | 3      | 1      |
|                                                                                  | Grégory Dayme                                                             | LREM diss.                      | 536                             | 6,98         |                                |                                |                                     |             |             |        |        |
| Respirations avec Georges Képénékian                                             |                                                                           |                                 | 536                             | 6,98         |                                |                                |                                     |             |             |        |        |
|                                                                                  | Jean-Claude Vitau                                                         | RN-PCD                          | 476                             | 6,20         |                                |                                |                                     |             |             |        |        |
| Pour l'amour de Lyon                                                             |                                                                           |                                 | 476                             | 6,20         |                                |                                |                                     |             |             |        |        |
|                                                                                  | Jean-Marie Sauboua                                                        | PS-PCF-G.s-PP-ND                | 342                             | 4,45         |                                |                                |                                     |             |             |        |        |
| Vivons vraiment Lyon – La gauche unie                                            |                                                                           |                                 | 342                             | 4,45         |                                |                                |                                     |             |             |        |        |
|                                                                                  |                                                                           |                                 |                                 |              |                                |                                |                                     |             |             |        |        |
| Votes valides                                                                    | Votes valides                                                             | Votes valides                   | 7 669                           | 97,69        | Votes valides                  | Votes valides                  | Votes valides                       | 7 487       | 96,05       |        |        |
| Votes blancs                                                                     | Votes blancs                                                              | Votes blancs                    | 35                              | 0,45         | Votes blancs                   | Votes blancs                   | Votes blancs                        | 158         | 2,03        |        |        |
| Votes nuls                                                                       | Votes nuls                                                                | Votes nuls                      | 146                             | 1,86         | Votes nuls                     | Votes nuls                     | Votes nuls                          | 150         | 1,92        |        |        |
| Total                                                                            | Total                                                                     | Total                           | 7 850                           | 100          | Total                          | Total                          | Total                               | 7 795       | 100         | 15     | 5      |
| Abstention                                                                       | Abstention                                                                | Abstention                      | 10 566                          | 57,37        | Abstention                     | Abstention                     | Abstention                          | 10 641      | 57,72       |        |        |
| Inscrits / participation                                                         | Inscrits / participation                                                  | Inscrits / participation        | 18 416                          | 42,63        | Inscrits / participation       | Inscrits / participation       | Inscrits / participation            | 18 436      | 42,28       |        |        |

### 3earrondissement de Lyon
Maire sortante : Catherine Panassier (MoDem)
36 sièges à pourvoir (dont 12 à la Ville de Lyon)
|                                                                                  |                                      |                                      |                                      |                  |                                 |                                 |                                      |             |             |        |        |
| Tête de liste                                                                    | Tête de liste                        | Liste                                | Premier tour                         | Premier tour     | Tête de liste                   | Tête de liste                   | Liste                                | Second tour | Second tour | Sièges | Sièges |
| Tête de liste                                                                    | Tête de liste                        | Liste                                | Voix                                 | %                | Tête de liste                   | Tête de liste                   | Liste                                | Voix        | %           | CA     | CM     |
|                                                                                  | Grégory Doucet                       | EÉLV                                 | 6 528                                | 30,86            |                                 | Grégory Doucet                  | EÉLV LFI-GRS-E!-MRC PS-PCF-G.s-PP-ND | 10 442      | 49,94       | 27     | 9      |
| Maintenant Lyon pour tous Les écologistes avec Grégory Doucet                    |                                      |                                      | 6 528                                | 30,86            |                                 | Grégory Doucet                  | EÉLV LFI-GRS-E!-MRC PS-PCF-G.s-PP-ND | 10 442      | 49,94       | 27     | 9      |
|                                                                                  | Nicolas Planchon                     | LFI-GRS-E!-MRC                       | 1 677                                | 7,92             |                                 | Grégory Doucet                  | EÉLV LFI-GRS-E!-MRC PS-PCF-G.s-PP-ND | 10 442      | 49,94       | 27     | 9      |
| Lyon en commun                                                                   | Lyon en commun                       | Ensemble, l'écologie pour Lyon       | Ensemble, l'écologie pour Lyon       | 7,92             |                                 |                                 |                                      | 10 442      | 49,94       | 27     | 9      |
|                                                                                  | Stéphanie Léger                      | Ensemble, l'écologie pour Lyon       | Ensemble, l'écologie pour Lyon       | PS-PCF-G.s-PP-ND | 1 565                           | 7,39                            |                                      | 10 442      | 49,94       | 27     | 9      |
| Vivons vraiment Lyon – La gauche unie                                            |                                      | Ensemble, l'écologie pour Lyon       | Ensemble, l'écologie pour Lyon       |                  | 1 565                           | 7,39                            |                                      | 10 442      | 49,94       | 27     | 9      |
|                                                                                  | Béatrice de Montille                 | LR                                   | 3 753                                | 17,74            |                                 | Béatrice de Montille            | LR LREM-MoDem                        | 6 232       | 29,81       | 6      | 2      |
| Bleu blanc Lyon Étienne Blanc, union de la droite, des Républicains et du centre |                                      |                                      | 3 753                                | 17,74            |                                 | Béatrice de Montille            | LR LREM-MoDem                        | 6 232       | 29,81       | 6      | 2      |
|                                                                                  | Carole Burillon                      | LREM-MoDem                           | 3 227                                | 15,25            | Lyon, la force du rassemblement | Lyon, la force du rassemblement |                                      | 6 232       | 29,81       | 6      | 2      |
| Un temps d'avance avec Yann Cucherat                                             |                                      |                                      | 3 227                                | 15,25            | Lyon, la force du rassemblement | Lyon, la force du rassemblement |                                      | 6 232       | 29,81       | 6      | 2      |
|                                                                                  | Georges Képénékian                   | LREM diss.                           | 2 577                                | 12,18            |                                 | Georges Képénékian              | LREM diss.                           | 4 231       | 20,23       | 3      | 1      |
| Respirations avec Georges Képénékian                                             | Respirations avec Georges Képénékian | Respirations avec Georges Képénékian | Respirations avec Georges Képénékian | 12,18            |                                 |                                 |                                      | 4 231       | 20,23       | 3      | 1      |
|                                                                                  | Michel Dulac                         | RN-PCD                               | 1 100                                | 5,20             |                                 |                                 |                                      |             |             |        |        |
| Pour l'amour de Lyon                                                             |                                      |                                      | 1 100                                | 5,20             |                                 |                                 |                                      |             |             |        |        |
|                                                                                  | Françoise Deydier                    | LC-100 % citoyens                    | 726                                  | 3,43             |                                 |                                 |                                      |             |             |        |        |
| Positivons Lyon avec Les Centristes et 100 % citoyens                            |                                      |                                      | 726                                  | 3,43             |                                 |                                 |                                      |             |             |        |        |
|                                                                                  |                                      |                                      |                                      |                  |                                 |                                 |                                      |             |             |        |        |
| Votes valides                                                                    | Votes valides                        | Votes valides                        | 21 153                               | 97,60            | Votes valides                   | Votes valides                   | Votes valides                        | 20 905      | 98,07       |        |        |
| Votes blancs                                                                     | Votes blancs                         | Votes blancs                         | 133                                  | 0,61             | Votes blancs                    | Votes blancs                    | Votes blancs                         | 172         | 0,81        |        |        |
| Votes nuls                                                                       | Votes nuls                           | Votes nuls                           | 387                                  | 1,79             | Votes nuls                      | Votes nuls                      | Votes nuls                           | 239         | 1,12        |        |        |
| Total                                                                            | Total                                | Total                                | 21 673                               | 100              | Total                           | Total                           | Total                                | 21 316      | 100         | 36     | 12     |
| Abstention                                                                       | Abstention                           | Abstention                           | 32 588                               | 60,06            | Abstention                      | Abstention                      | Abstention                           | 33 021      | 60,77       |        |        |
| Inscrits / participation                                                         | Inscrits / participation             | Inscrits / participation             | 54 261                               | 39,94            | Inscrits / participation        | Inscrits / participation        | Inscrits / participation             | 54 337      | 39,23       |        |        |

### 4earrondissement de Lyon
Maire sortant : David Kimelfeld (LREM)
15 sièges à pourvoir (dont 5 à la Ville de Lyon)
|                                                                                  |                                                                                  |                                                                                  |                                                                                  |                  |                          |                          |                                      |             |             |        |        |
| Tête de liste                                                                    | Tête de liste                                                                    | Liste                                                                            | Premier tour                                                                     | Premier tour     | Tête de liste            | Tête de liste            | Liste                                | Second tour | Second tour | Sièges | Sièges |
| Tête de liste                                                                    | Tête de liste                                                                    | Liste                                                                            | Voix                                                                             | %                | Tête de liste            | Tête de liste            | Liste                                | Voix        | %           | CA     | CM     |
|                                                                                  | Rémi Zinck                                                                       | EÉLV                                                                             | 3 065                                                                            | 30,36            |                          | Rémi Zinck               | EÉLV LFI-GRS-E!-MRC PS-PCF-G.s-PP-ND | 5 464       | 53,88       | 12     | 4      |
| Maintenant Lyon pour tous Les écologistes avec Grégory Doucet                    |                                                                                  |                                                                                  | 3 065                                                                            | 30,36            |                          | Rémi Zinck               | EÉLV LFI-GRS-E!-MRC PS-PCF-G.s-PP-ND | 5 464       | 53,88       | 12     | 4      |
|                                                                                  | Alexandre Chevalier                                                              | LFI-GRS-E!-MRC                                                                   | 1 468                                                                            | 14,54            |                          | Rémi Zinck               | EÉLV LFI-GRS-E!-MRC PS-PCF-G.s-PP-ND | 5 464       | 53,88       | 12     | 4      |
| Lyon en commun                                                                   | Lyon en commun                                                                   | Ensemble, l'écologie pour Lyon                                                   | Ensemble, l'écologie pour Lyon                                                   | 14,54            |                          |                          |                                      | 5 464       | 53,88       | 12     | 4      |
|                                                                                  | Aline Guitard                                                                    | Ensemble, l'écologie pour Lyon                                                   | Ensemble, l'écologie pour Lyon                                                   | PS-PCF-G.s-PP-ND | 735                      | 7,28                     |                                      | 5 464       | 53,88       | 12     | 4      |
| Vivons vraiment Lyon – La gauche unie                                            |                                                                                  | Ensemble, l'écologie pour Lyon                                                   | Ensemble, l'écologie pour Lyon                                                   |                  | 735                      | 7,28                     |                                      | 5 464       | 53,88       | 12     | 4      |
|                                                                                  | Sylvie Palomino                                                                  | LREM diss.                                                                       | 1 878                                                                            | 18,60            |                          | Sylvie Palomino          | LREM diss.                           | 2 821       | 27,82       | 2      | 1      |
| Respirations avec Georges Képénékian                                             | Respirations avec Georges Képénékian                                             | Respirations avec Georges Képénékian                                             | Respirations avec Georges Képénékian                                             | 18,60            |                          |                          |                                      | 2 821       | 27,82       | 2      | 1      |
|                                                                                  | Anne Pellet                                                                      | Centriste indépendante                                                           | 1 248                                                                            | 12,36            |                          | Anne Pellet              | Centriste indépendante               | 1 855       | 18,29       | 1      | 0      |
| Bleu blanc Lyon Étienne Blanc, union de la droite, des Républicains et du centre | Bleu blanc Lyon Étienne Blanc, union de la droite, des Républicains et du centre | Bleu blanc Lyon Étienne Blanc, union de la droite, des Républicains et du centre | Bleu blanc Lyon Étienne Blanc, union de la droite, des Républicains et du centre | 12,36            |                          |                          |                                      | 1 855       | 18,29       | 1      | 0      |
|                                                                                  | Danielle Attias                                                                  | LREM-MoDem                                                                       | 1 008                                                                            | 9,98             |                          |                          |                                      |             |             |        |        |
| Un temps d'avance avec Yann Cucherat                                             |                                                                                  |                                                                                  | 1 008                                                                            | 9,98             |                          |                          |                                      |             |             |        |        |
|                                                                                  | Marie de Kervereguin                                                             | RN-PCD                                                                           | 357                                                                              | 3,53             |                          |                          |                                      |             |             |        |        |
| Pour l'amour de Lyon                                                             |                                                                                  |                                                                                  | 357                                                                              | 3,53             |                          |                          |                                      |             |             |        |        |
|                                                                                  | Gauthier Blin                                                                    | LC-100 % citoyens                                                                | 257                                                                              | 2,54             |                          |                          |                                      |             |             |        |        |
| Positivons Lyon avec Les Centristes et 100 % citoyens                            |                                                                                  |                                                                                  | 257                                                                              | 2,54             |                          |                          |                                      |             |             |        |        |
|                                                                                  | Charly Champmartin                                                               | LO                                                                               | 77                                                                               | 0,76             |                          |                          |                                      |             |             |        |        |
| Lutte ouvrière – Faire entendre le camp des travailleurs                         |                                                                                  |                                                                                  | 77                                                                               | 0,76             |                          |                          |                                      |             |             |        |        |
|                                                                                  |                                                                                  |                                                                                  |                                                                                  |                  |                          |                          |                                      |             |             |        |        |
| Votes valides                                                                    | Votes valides                                                                    | Votes valides                                                                    | 10 093                                                                           | 97,40            | Votes valides            | Votes valides            | Votes valides                        | 10 140      | 97,92       |        |        |
| Votes blancs                                                                     | Votes blancs                                                                     | Votes blancs                                                                     | 64                                                                               | 0,62             | Votes blancs             | Votes blancs             | Votes blancs                         | 74          | 0,71        |        |        |
| Votes nuls                                                                       | Votes nuls                                                                       | Votes nuls                                                                       | 205                                                                              | 1,98             | Votes nuls               | Votes nuls               | Votes nuls                           | 141         | 1,36        |        |        |
| Total                                                                            | Total                                                                            | Total                                                                            | 10 362                                                                           | 100              | Total                    | Total                    | Total                                | 10 355      | 100         | 15     | 5      |
| Abstention                                                                       | Abstention                                                                       | Abstention                                                                       | 13 069                                                                           | 55,78            | Abstention               | Abstention               | Abstention                           | 13 111      | 55,87       |        |        |
| Inscrits / participation                                                         | Inscrits / participation                                                         | Inscrits / participation                                                         | 23 431                                                                           | 44,22            | Inscrits / participation | Inscrits / participation | Inscrits / participation             | 23 466      | 44,13       |        |        |

### 5earrondissement de Lyon
Maire sortante : Béatrice Gailliout (LREM)
24 sièges à pourvoir (dont 8 à la Ville de Lyon)
|                                                                                  |                                      |                                      |                                      |              |                                 |                                 |                          |             |             |        |        |
| Tête de liste                                                                    | Tête de liste                        | Liste                                | Premier tour                         | Premier tour | Tête de liste                   | Tête de liste                   | Liste                    | Second tour | Second tour | Sièges | Sièges |
| Tête de liste                                                                    | Tête de liste                        | Liste                                | Voix                                 | %            | Tête de liste                   | Tête de liste                   | Liste                    | Voix        | %           | CA     | CM     |
|                                                                                  | Nadine Georgel                       | EÉLV                                 | 2 404                                | 22,71        |                                 | Nadine Georgel                  | EÉLV DVG                 | 4 381       | 41,13       | 17     | 6      |
| Maintenant Lyon pour tous Les écologistes avec Grégory Doucet                    |                                      |                                      | 2 404                                | 22,71        |                                 | Nadine Georgel                  | EÉLV DVG                 | 4 381       | 41,13       | 17     | 6      |
|                                                                                  | Tristan Debray                       | DVG                                  | 790                                  | 7,46         | Ensemble, l'écologie pour Lyon  | Ensemble, l'écologie pour Lyon  |                          | 4 381       | 41,13       | 17     | 6      |
| Lyon en commun                                                                   |                                      |                                      | 790                                  | 7,46         | Ensemble, l'écologie pour Lyon  | Ensemble, l'écologie pour Lyon  |                          | 4 381       | 41,13       | 17     | 6      |
|                                                                                  | Yann Cucherat                        | LREM-MoDem                           | 2 101                                | 19,85        |                                 | Yann Cucherat                   | LREM diss.-LR-MoDem      | 3 381       | 31,74       | 4      | 1      |
| Un temps d'avance avec Yann Cucherat                                             |                                      |                                      | 2 101                                | 19,85        |                                 | Yann Cucherat                   | LREM diss.-LR-MoDem      | 3 381       | 31,74       | 4      | 1      |
|                                                                                  | Anne Prost                           | LR                                   | 1 917                                | 18,11        | Lyon, la force du rassemblement | Lyon, la force du rassemblement |                          | 3 381       | 31,74       | 4      | 1      |
| Bleu blanc Lyon Étienne Blanc, union de la droite, des Républicains et du centre |                                      |                                      | 1 917                                | 18,11        | Lyon, la force du rassemblement | Lyon, la force du rassemblement |                          | 3 381       | 31,74       | 4      | 1      |
|                                                                                  | Béatrice Gailliout                   | LREM diss.                           | 1 784                                | 16,85        |                                 | Béatrice Gailliout              | LREM diss.               | 2 889       | 27,12       | 3      | 1      |
| Respirations avec Georges Képénékian                                             | Respirations avec Georges Képénékian | Respirations avec Georges Képénékian | Respirations avec Georges Képénékian | 16,85        |                                 |                                 |                          | 2 889       | 27,12       | 3      | 1      |
|                                                                                  | Olivier Pirra                        | RN-PCD                               | 655                                  | 6,18         |                                 |                                 |                          |             |             |        |        |
| Pour l'amour de Lyon                                                             |                                      |                                      | 655                                  | 6,18         |                                 |                                 |                          |             |             |        |        |
|                                                                                  | Éric Prost                           | PS-PCF-G.s-PP-ND                     | 515                                  | 4,86         |                                 |                                 |                          |             |             |        |        |
| Vivons vraiment Lyon – La gauche unie                                            |                                      |                                      | 515                                  | 4,86         |                                 |                                 |                          |             |             |        |        |
|                                                                                  | Alexandra Astic                      | LC-100 % citoyens                    | 304                                  | 2,87         |                                 |                                 |                          |             |             |        |        |
| Positivons Lyon – 100 % citoyens                                                 |                                      |                                      | 304                                  | 2,87         |                                 |                                 |                          |             |             |        |        |
|                                                                                  | Tristan Teyssier                     | LO                                   | 112                                  | 1,05         |                                 |                                 |                          |             |             |        |        |
| Lutte ouvrière – Faire entendre le camp des travailleurs                         |                                      |                                      | 112                                  | 1,05         |                                 |                                 |                          |             |             |        |        |
|                                                                                  |                                      |                                      |                                      |              |                                 |                                 |                          |             |             |        |        |
| Votes valides                                                                    | Votes valides                        | Votes valides                        | 10 582                               | 97,94        | Votes valides                   | Votes valides                   | Votes valides            | 10 651      | 98,01       |        |        |
| Votes blancs                                                                     | Votes blancs                         | Votes blancs                         | 59                                   | 0,55         | Votes blancs                    | Votes blancs                    | Votes blancs             | 101         | 0,93        |        |        |
| Votes nuls                                                                       | Votes nuls                           | Votes nuls                           | 164                                  | 1,52         | Votes nuls                      | Votes nuls                      | Votes nuls               | 115         | 1,06        |        |        |
| Total                                                                            | Total                                | Total                                | 10 805                               | 100          | Total                           | Total                           | Total                    | 10 867      | 100         | 24     | 8      |
| Abstention                                                                       | Abstention                           | Abstention                           | 17 439                               | 61,74        | Abstention                      | Abstention                      | Abstention               | 17 401      | 61,56       |        |        |
| Inscrits / participation                                                         | Inscrits / participation             | Inscrits / participation             | 28 244                               | 38,26        | Inscrits / participation        | Inscrits / participation        | Inscrits / participation | 28 268      | 38,44       |        |        |

### 6earrondissement de Lyon
Maire sortant : Pascal Blache (DVD)
27 sièges à pourvoir (dont 9 à la Ville de Lyon)
|                                                                                  |                                                               |                                                               |                                                               |              |                                 |                                 |                          |             |             |        |        |
| Tête de liste                                                                    | Tête de liste                                                 | Liste                                                         | Premier tour                                                  | Premier tour | Tête de liste                   | Tête de liste                   | Liste                    | Second tour | Second tour | Sièges | Sièges |
| Tête de liste                                                                    | Tête de liste                                                 | Liste                                                         | Voix                                                          | %            | Tête de liste                   | Tête de liste                   | Liste                    | Voix        | %           | CA     | CM     |
|                                                                                  | Pascal Blache                                                 | LR                                                            | 4 373                                                         | 35,60        |                                 | Pascal Blache                   | LR LREM-MoDem            | 6 323       | 50,02       | 21     | 7      |
| Bleu blanc Lyon Étienne Blanc, union de la droite, des Républicains et du centre |                                                               |                                                               | 4 373                                                         | 35,60        |                                 | Pascal Blache                   | LR LREM-MoDem            | 6 323       | 50,02       | 21     | 7      |
|                                                                                  | Ludovic Hernandez                                             | LREM-MoDem                                                    | 1 513                                                         | 12,31        | Lyon, la force du rassemblement | Lyon, la force du rassemblement |                          | 6 323       | 50,02       | 21     | 7      |
| Un temps d'avance avec Yann Cucherat                                             |                                                               |                                                               | 1 513                                                         | 12,31        | Lyon, la force du rassemblement | Lyon, la force du rassemblement |                          | 6 323       | 50,02       | 21     | 7      |
|                                                                                  | Florence Delaunay                                             | EÉLV                                                          | 2 687                                                         | 21,87        |                                 | Florence Delaunay               | EÉLV                     | 4 218       | 33,37       | 5      | 2      |
| Maintenant Lyon pour tous Les écologistes avec Grégory Doucet                    | Maintenant Lyon pour tous Les écologistes avec Grégory Doucet | Maintenant Lyon pour tous Les écologistes avec Grégory Doucet | Maintenant Lyon pour tous Les écologistes avec Grégory Doucet | 21,87        |                                 |                                 |                          | 4 218       | 33,37       | 5      | 2      |
|                                                                                  | Anne Brugnera                                                 | LREM diss.                                                    | 1 362                                                         | 11,08        |                                 | Anne Brugnera                   | LREM diss.               | 2 099       | 16,60       | 1      | 0      |
| Respirations avec Georges Képénékian                                             | Respirations avec Georges Képénékian                          | Respirations avec Georges Képénékian                          | Respirations avec Georges Képénékian                          | 11,08        |                                 |                                 |                          | 2 099       | 16,60       | 1      | 0      |
|                                                                                  | Matthieu Sausset                                              | LC-LDD                                                        | 650                                                           | 5,29         |                                 |                                 |                          |             |             |        |        |
| Positivons Lyon avec Les Centristes et Lyon divers droite                        |                                                               |                                                               | 650                                                           | 5,29         |                                 |                                 |                          |             |             |        |        |
|                                                                                  | Jacky Copede                                                  | RN-PCD                                                        | 597                                                           | 4,86         |                                 |                                 |                          |             |             |        |        |
| Pour l'amour de Lyon                                                             |                                                               |                                                               | 597                                                           | 4,86         |                                 |                                 |                          |             |             |        |        |
|                                                                                  | Quentin Picard                                                | PS-PCF-G.s-PP-ND                                              | 562                                                           | 4,57         |                                 |                                 |                          |             |             |        |        |
| Vivons vraiment Lyon – La gauche unie                                            |                                                               |                                                               | 562                                                           | 4,57         |                                 |                                 |                          |             |             |        |        |
|                                                                                  | Vérène Saint-André                                            | LFI-GRS-E!-MRC                                                | 538                                                           | 4,38         |                                 |                                 |                          |             |             |        |        |
| Lyon en commun                                                                   |                                                               |                                                               | 538                                                           | 4,38         |                                 |                                 |                          |             |             |        |        |
|                                                                                  |                                                               |                                                               |                                                               |              |                                 |                                 |                          |             |             |        |        |
| Votes valides                                                                    | Votes valides                                                 | Votes valides                                                 | 12 282                                                        | 97,77        | Votes valides                   | Votes valides                   | Votes valides            | 12 640      | 97,66       |        |        |
| Votes blancs                                                                     | Votes blancs                                                  | Votes blancs                                                  | 70                                                            | 0,56         | Votes blancs                    | Votes blancs                    | Votes blancs             | 111         | 0,86        |        |        |
| Votes nuls                                                                       | Votes nuls                                                    | Votes nuls                                                    | 210                                                           | 1,67         | Votes nuls                      | Votes nuls                      | Votes nuls               | 192         | 1,48        |        |        |
| Total                                                                            | Total                                                         | Total                                                         | 12 562                                                        | 100          | Total                           | Total                           | Total                    | 12 943      | 100         | 27     | 9      |
| Abstention                                                                       | Abstention                                                    | Abstention                                                    | 19 126                                                        | 60,36        | Abstention                      | Abstention                      | Abstention               | 18 787      | 59,21       |        |        |
| Inscrits / participation                                                         | Inscrits / participation                                      | Inscrits / participation                                      | 31 688                                                        | 39,64        | Inscrits / participation        | Inscrits / participation        | Inscrits / participation | 31 730      | 40,79       |        |        |

### 7earrondissement de Lyon
Maire sortante : Myriam Picot (LREM)
27 sièges à pourvoir (dont 9 à la Ville de Lyon)
|                                                                                  |                                      |                                      |                                      |                  |                                 |                                 |                                      |             |             |        |        |
| Tête de liste                                                                    | Tête de liste                        | Liste                                | Premier tour                         | Premier tour     | Tête de liste                   | Tête de liste                   | Liste                                | Second tour | Second tour | Sièges | Sièges |
| Tête de liste                                                                    | Tête de liste                        | Liste                                | Voix                                 | %                | Tête de liste                   | Tête de liste                   | Liste                                | Voix        | %           | CA     | CM     |
|                                                                                  | Fanny Dubot                          | EÉLV                                 | 5 281                                | 33,96            |                                 | Fanny Dubot                     | EÉLV LFI-GRS-E!-MRC PS-PCF-G.s-PP-ND | 9 049       | 61,01       | 23     | 8      |
| Maintenant Lyon pour tous Les écologistes avec Grégory Doucet                    |                                      |                                      | 5 281                                | 33,96            |                                 | Fanny Dubot                     | EÉLV LFI-GRS-E!-MRC PS-PCF-G.s-PP-ND | 9 049       | 61,01       | 23     | 8      |
|                                                                                  | Laurent Bosetti                      | LFI-GRS-E!-MRC                       | 2 040                                | 13,12            |                                 | Fanny Dubot                     | EÉLV LFI-GRS-E!-MRC PS-PCF-G.s-PP-ND | 9 049       | 61,01       | 23     | 8      |
| Lyon en commun                                                                   | Lyon en commun                       | Ensemble, l'écologie pour Lyon       | Ensemble, l'écologie pour Lyon       | 13,12            |                                 |                                 |                                      | 9 049       | 61,01       | 23     | 8      |
|                                                                                  | Sylvie Tomic                         | Ensemble, l'écologie pour Lyon       | Ensemble, l'écologie pour Lyon       | PS-PCF-G.s-PP-ND | 1 100                           | 7,07                            |                                      | 9 049       | 61,01       | 23     | 8      |
| Vivons vraiment Lyon – La gauche unie                                            |                                      | Ensemble, l'écologie pour Lyon       | Ensemble, l'écologie pour Lyon       |                  | 1 100                           | 7,07                            |                                      | 9 049       | 61,01       | 23     | 8      |
|                                                                                  | Jean-Yves Sécheresse                 | LREM-MoDem                           | 2 168                                | 13,94            |                                 | Jean-Yves Sécheresse            | LREM-MoDem LR                        | 2 995       | 20,19       | 3      | 1      |
| Un temps d'avance avec Yann Cucherat                                             |                                      |                                      | 2 168                                | 13,94            |                                 | Jean-Yves Sécheresse            | LREM-MoDem LR                        | 2 995       | 20,19       | 3      | 1      |
|                                                                                  | Émilie Desrieux                      | LR                                   | 1 747                                | 11,23            | Lyon, la force du rassemblement | Lyon, la force du rassemblement |                                      | 2 995       | 20,19       | 3      | 1      |
| Bleu blanc Lyon Étienne Blanc, union de la droite, des Républicains et du centre |                                      |                                      | 1 747                                | 11,23            | Lyon, la force du rassemblement | Lyon, la force du rassemblement |                                      | 2 995       | 20,19       | 3      | 1      |
|                                                                                  | Loïc Graber                          | LREM diss.                           | 1 832                                | 11,78            |                                 | Loïc Graber                     | LREM diss.                           | 2 787       | 18,79       | 1      | 0      |
| Respirations avec Georges Képénékian                                             | Respirations avec Georges Képénékian | Respirations avec Georges Képénékian | Respirations avec Georges Képénékian | 11,78            |                                 |                                 |                                      | 2 787       | 18,79       | 1      | 0      |
|                                                                                  | Justine Dufou                        | RN-PCD                               | 835                                  | 5,37             |                                 |                                 |                                      |             |             |        |        |
| Pour l'amour de Lyon                                                             |                                      |                                      | 835                                  | 5,37             |                                 |                                 |                                      |             |             |        |        |
|                                                                                  | Saïdi Ali Chellali                   | LC-100 % citoyens                    | 332                                  | 2,13             |                                 |                                 |                                      |             |             |        |        |
| Positivons Lyon avec Les Centristes et 100 % citoyens                            |                                      |                                      | 332                                  | 2,13             |                                 |                                 |                                      |             |             |        |        |
|                                                                                  | Olivier Minoux                       | LO                                   | 212                                  | 1,36             |                                 |                                 |                                      |             |             |        |        |
| Lutte ouvrière – Faire entendre le camp des travailleurs                         |                                      |                                      | 212                                  | 1,36             |                                 |                                 |                                      |             |             |        |        |
|                                                                                  |                                      |                                      |                                      |                  |                                 |                                 |                                      |             |             |        |        |
| Votes valides                                                                    | Votes valides                        | Votes valides                        | 15 547                               | 97,38            | Votes valides                   | Votes valides                   | Votes valides                        | 14 831      | 97,59       |        |        |
| Votes blancs                                                                     | Votes blancs                         | Votes blancs                         | 110                                  | 0,69             | Votes blancs                    | Votes blancs                    | Votes blancs                         | 166         | 1,09        |        |        |
| Votes nuls                                                                       | Votes nuls                           | Votes nuls                           | 309                                  | 1,94             | Votes nuls                      | Votes nuls                      | Votes nuls                           | 201         | 1,32        |        |        |
| Total                                                                            | Total                                | Total                                | 15 966                               | 100              | Total                           | Total                           | Total                                | 15 198      | 100         | 27     | 9      |
| Abstention                                                                       | Abstention                           | Abstention                           | 24 006                               | 60,06            | Abstention                      | Abstention                      | Abstention                           | 24 831      | 62,03       |        |        |
| Inscrits / participation                                                         | Inscrits / participation             | Inscrits / participation             | 39 972                               | 39,94            | Inscrits / participation        | Inscrits / participation        | Inscrits / participation             | 40 029      | 37,97       |        |        |

### 8earrondissement de Lyon
Maire sortant : Christian Coulon (PS)
36 sièges à pourvoir (dont 12 à la Ville de Lyon)
|                                                                                  |                                       |                                      |                                      |                |                                 |                                 |                                             |             |             |        |        |
| Tête de liste                                                                    | Tête de liste                         | Liste                                | Premier tour                         | Premier tour   | Tête de liste                   | Tête de liste                   | Liste                                       | Second tour | Second tour | Sièges | Sièges |
| Tête de liste                                                                    | Tête de liste                         | Liste                                | Voix                                 | %              | Tête de liste                   | Tête de liste                   | Liste                                       | Voix        | %           | CA     | CM     |
|                                                                                  | Sonia Zdorovtzoff                     | EÉLV-Pirate                          | 3 253                                | 26,88          |                                 | Sonia Zdorovtzoff               | EÉLV-Pirate PS-PCF-G.s-PP-ND LFI-GRS-E!-MRC | 5 533       | 49,87       | 27     | 9      |
| Maintenant Lyon pour tous Les écologistes avec Grégory Doucet                    |                                       |                                      | 3 253                                | 26,88          |                                 | Sonia Zdorovtzoff               | EÉLV-Pirate PS-PCF-G.s-PP-ND LFI-GRS-E!-MRC | 5 533       | 49,87       | 27     | 9      |
|                                                                                  | Sandrine Runel                        | PS-PCF-G.s-PP-ND                     | 1 354                                | 11,18          |                                 | Sonia Zdorovtzoff               | EÉLV-Pirate PS-PCF-G.s-PP-ND LFI-GRS-E!-MRC | 5 533       | 49,87       | 27     | 9      |
| Vivons vraiment Lyon – La gauche unie                                            | Vivons vraiment Lyon – La gauche unie | Ensemble, l'écologie pour Lyon       | Ensemble, l'écologie pour Lyon       | 11,18          |                                 |                                 |                                             | 5 533       | 49,87       | 27     | 9      |
|                                                                                  | Mathieu Azcué                         | Ensemble, l'écologie pour Lyon       | Ensemble, l'écologie pour Lyon       | LFI-GRS-E!-MRC | 744                             | 6,14                            |                                             | 5 533       | 49,87       | 27     | 9      |
| Lyon en commun                                                                   |                                       | Ensemble, l'écologie pour Lyon       | Ensemble, l'écologie pour Lyon       |                | 744                             | 6,14                            |                                             | 5 533       | 49,87       | 27     | 9      |
|                                                                                  | Charles-Franck Lévy                   | LREM-MoDem                           | 2 311                                | 19,09          |                                 | Charles-Franck Lévy             | LREM-MoDem LR                               | 3 147       | 28,36       | 5      | 2      |
| Un temps d'avance avec Yann Cucherat                                             |                                       |                                      | 2 311                                | 19,09          |                                 | Charles-Franck Lévy             | LREM-MoDem LR                               | 3 147       | 28,36       | 5      | 2      |
|                                                                                  | Stéphane Guilland                     | LR                                   | 1 573                                | 12,99          | Lyon, la force du rassemblement | Lyon, la force du rassemblement |                                             | 3 147       | 28,36       | 5      | 2      |
| Bleu blanc Lyon Étienne Blanc, union de la droite, des Républicains et du centre |                                       |                                      | 1 573                                | 12,99          | Lyon, la force du rassemblement | Lyon, la force du rassemblement |                                             | 3 147       | 28,36       | 5      | 2      |
|                                                                                  | Laura Ferrari                         | LREM diss.                           | 1 315                                | 10,86          |                                 | Laura Ferrari                   | LREM diss.                                  | 2 413       | 21,75       | 4      | 1      |
| Respirations avec Georges Képénékian                                             | Respirations avec Georges Képénékian  | Respirations avec Georges Képénékian | Respirations avec Georges Képénékian | 10,86          |                                 |                                 |                                             | 2 413       | 21,75       | 4      | 1      |
|                                                                                  | Agnès Marion                          | RN-PCD                               | 979                                  | 8,09           |                                 |                                 |                                             |             |             |        |        |
| Pour l'amour de Lyon                                                             |                                       |                                      | 979                                  | 8,09           |                                 |                                 |                                             |             |             |        |        |
|                                                                                  | Lylia Soukehal                        | LC-100 % citoyens                    | 243                                  | 2,00           |                                 |                                 |                                             |             |             |        |        |
| Positivons Lyon avec Les Centristes et 100 % citoyens                            |                                       |                                      | 243                                  | 2,00           |                                 |                                 |                                             |             |             |        |        |
|                                                                                  | Michel Piot                           | LO                                   | 192                                  | 1,58           |                                 |                                 |                                             |             |             |        |        |
| Lutte ouvrière – Faire entendre le camp des travailleurs                         |                                       |                                      | 192                                  | 1,58           |                                 |                                 |                                             |             |             |        |        |
|                                                                                  | Patrice Cali                          | UPR                                  | 137                                  | 1,13           |                                 |                                 |                                             |             |             |        |        |
| Vos idées en lumière                                                             |                                       |                                      | 137                                  | 1,13           |                                 |                                 |                                             |             |             |        |        |
|                                                                                  |                                       |                                      |                                      |                |                                 |                                 |                                             |             |             |        |        |
| Votes valides                                                                    | Votes valides                         | Votes valides                        | 12 101                               | 96,61          | Votes valides                   | Votes valides                   | Votes valides                               | 11 093      | 96,78       |        |        |
| Votes blancs                                                                     | Votes blancs                          | Votes blancs                         | 90                                   | 0,72           | Votes blancs                    | Votes blancs                    | Votes blancs                                | 178         | 1,55        |        |        |
| Votes nuls                                                                       | Votes nuls                            | Votes nuls                           | 335                                  | 2,67           | Votes nuls                      | Votes nuls                      | Votes nuls                                  | 191         | 1,67        |        |        |
| Total                                                                            | Total                                 | Total                                | 12 526                               | 100            | Total                           | Total                           | Total                                       | 11 462      | 100         | 36     | 12     |
| Abstention                                                                       | Abstention                            | Abstention                           | 26 447                               | 67,86          | Abstention                      | Abstention                      | Abstention                                  | 27 555      | 70,62       |        |        |
| Inscrits / participation                                                         | Inscrits / participation              | Inscrits / participation             | 38 973                               | 32,14          | Inscrits / participation        | Inscrits / participation        | Inscrits / participation                    | 39 017      | 29,38       |        |        |

### 9earrondissement de Lyon
Maire sortant : Bernard Bochard (LREM)
27 sièges à pourvoir (dont 9 à la Ville de Lyon)
|                                                                                  |                                      |                                      |                                      |                  |                          |                          |                                      |             |             |        |        |
| Tête de liste                                                                    | Tête de liste                        | Liste                                | Premier tour                         | Premier tour     | Tête de liste            | Tête de liste            | Liste                                | Second tour | Second tour | Sièges | Sièges |
| Tête de liste                                                                    | Tête de liste                        | Liste                                | Voix                                 | %                | Tête de liste            | Tête de liste            | Liste                                | Voix        | %           | CA     | CM     |
|                                                                                  | Camille Augey                        | EÉLV                                 | 2 591                                | 30,35            |                          | Camille Augey            | EÉLV LFI-GRS-E!-MRC PS-PCF-G.s-PP-ND | 4 999       | 63,23       | 23     | 8      |
| Maintenant Lyon pour tous Les écologistes avec Grégory Doucet                    |                                      |                                      | 2 591                                | 30,35            |                          | Camille Augey            | EÉLV LFI-GRS-E!-MRC PS-PCF-G.s-PP-ND | 4 999       | 63,23       | 23     | 8      |
|                                                                                  | Adrien Drioli                        | LFI-GRS-E!-MRC                       | 807                                  | 9,45             |                          | Camille Augey            | EÉLV LFI-GRS-E!-MRC PS-PCF-G.s-PP-ND | 4 999       | 63,23       | 23     | 8      |
| Lyon en commun                                                                   | Lyon en commun                       | Ensemble, l'écologie pour Lyon       | Ensemble, l'écologie pour Lyon       | 9,45             |                          |                          |                                      | 4 999       | 63,23       | 23     | 8      |
|                                                                                  | Emmanuel Giraud                      | Ensemble, l'écologie pour Lyon       | Ensemble, l'écologie pour Lyon       | PS-PCF-G.s-PP-ND | 618                      | 7,23                     |                                      | 4 999       | 63,23       | 23     | 8      |
| Vivons vraiment Lyon – La gauche unie                                            |                                      | Ensemble, l'écologie pour Lyon       | Ensemble, l'écologie pour Lyon       |                  | 618                      | 7,23                     |                                      | 4 999       | 63,23       | 23     | 8      |
|                                                                                  | Gérard Collomb                       | LREM-MoDem                           | 1 909                                | 22,36            |                          | Gérard Collomb           | LREM diss.-MoDem                     | 2 907       | 36,76       | 4      | 1      |
| Un temps d'avance avec Yann Cucherat                                             | Un temps d'avance avec Yann Cucherat | Un temps d'avance avec Yann Cucherat | Un temps d'avance avec Yann Cucherat | 22,36            |                          |                          |                                      | 2 907       | 36,76       | 4      | 1      |
|                                                                                  | Karine Gaudinet Guérin               | LR                                   | 886                                  | 10,37            |                          |                          |                                      |             |             |        |        |
| Bleu blanc Lyon Étienne Blanc, union de la droite, des Républicains et du centre |                                      |                                      | 886                                  | 10,37            |                          |                          |                                      |             |             |        |        |
|                                                                                  | Pierre-Emmanuel Martin               | LREM diss.                           | 720                                  | 8,43             |                          |                          |                                      |             |             |        |        |
| Respirations avec Georges Képénékian                                             |                                      |                                      | 720                                  | 8,43             |                          |                          |                                      |             |             |        |        |
|                                                                                  | Thibaut Monnier                      | RN-PCD                               | 528                                  | 6,18             |                          |                          |                                      |             |             |        |        |
| Pour l'amour de Lyon                                                             |                                      |                                      | 528                                  | 6,18             |                          |                          |                                      |             |             |        |        |
|                                                                                  | Yvon Perez                           | LC-100 % citoyens                    | 300                                  | 3,51             |                          |                          |                                      |             |             |        |        |
| Positivons Lyon avec Les Centristes et 100 % citoyens                            |                                      |                                      | 300                                  | 3,51             |                          |                          |                                      |             |             |        |        |
|                                                                                  | Anne-Marie Chambon                   | LO                                   | 112                                  | 1,31             |                          |                          |                                      |             |             |        |        |
| Lutte ouvrière – Faire entendre le camp des travailleurs                         |                                      |                                      | 112                                  | 1,31             |                          |                          |                                      |             |             |        |        |
|                                                                                  | Michaël Jouteux                      | DVG                                  | 65                                   | 0,76             |                          |                          |                                      |             |             |        |        |
| Lyon 100 % social                                                                |                                      |                                      | 65                                   | 0,76             |                          |                          |                                      |             |             |        |        |
|                                                                                  |                                      |                                      |                                      |                  |                          |                          |                                      |             |             |        |        |
| Votes valides                                                                    | Votes valides                        | Votes valides                        | 8 536                                | 97,51            | Votes valides            | Votes valides            | Votes valides                        | 7 906       | 95,14       |        |        |
| Votes blancs                                                                     | Votes blancs                         | Votes blancs                         | 52                                   | 0,59             | Votes blancs             | Votes blancs             | Votes blancs                         | 225         | 2,71        |        |        |
| Votes nuls                                                                       | Votes nuls                           | Votes nuls                           | 166                                  | 1,90             | Votes nuls               | Votes nuls               | Votes nuls                           | 179         | 2,15        |        |        |
| Total                                                                            | Total                                | Total                                | 8 754                                | 100              | Total                    | Total                    | Total                                | 8 310       | 100         | 27     | 9      |
| Abstention                                                                       | Abstention                           | Abstention                           | 17 412                               | 66,54            | Abstention               | Abstention               | Abstention                           | 17 937      | 68,34       |        |        |
| Inscrits / participation                                                         | Inscrits / participation             | Inscrits / participation             | 26 166                               | 33,46            | Inscrits / participation | Inscrits / participation | Inscrits / participation             | 26 247      | 31,66       |        |        |

## Élus
| Arrondissement | Maire sortant | Maire sortant           | Parti | Maire élu | Maire élu                 | Parti |
| -------------- | ------------- | ----------------------- | ----- | --------- | ------------------------- | ----- |
| Ville de Lyon  |               | Gérard Collomb          | LREM  |           | Grégory Doucet            | EÉLV  |
| 1er            |               | Nathalie Perrin-Gilbert | LFI   |           | Yasmine Bouagga           | EÉLV  |
| 2e             |               | Denis Broliquier        | LC    |           | Pierre Oliver             | LR    |
| 3e             |               | Catherine Panassier     | MoDem |           | Véronique Bertrand-Dubois | EÉLV  |
| 4e             |               | David Kimelfeld         | LREM  |           | Rémi Zinck                | EÉLV  |
| 5e             |               | Béatrice Gaillout       | LREM  |           | Nadine Georgel            | EÉLV  |
| 6e             |               | Pascal Blache           | LR    |           | Pascal Blache             | LR    |
| 7e             |               | Myriam Picot            | LREM  |           | Fanny Dubot               | EÉLV  |
| 8e             |               | Christian Coulon        | PS    |           | Olivier Berzane           | EÉLV  |
| 9e             |               | Bernard Bochard         | LREM  |           | Anne Braibant-Thoraval    | EÉLV  |